# Federation Peak
Der Federation Peak ist ein herausragender Berg im Südwesten des australischen Bundesstaates Tasmanien. Der 1.224 Meter hohe Berg liegt im Southwest-Nationalpark, etwa 90 Kilometer südwestlich von Hobart. Er wurde nach der Föderation Australiens (im Jahre 1901, englisch Federation) benannt und gilt als am schwierigsten zu besteigender Berg in Australien.

## Geschichte
Der Landvermesser James Sprent erwähnte den Berg, den er The Obelisk nannte, erstmals in seinem Bericht über seine trigonometrische Vermessung von Tasmanien. Er wurde dann als Sprent's Obelisk bekannt, aber 1901 wurde er von Thomas Bather Moore, der einen Weg von Hastings nach Port Davey durch das Tal des Old River anlegte, offiziell in Federation Peak nach der Föderation Australiens umbenannt.
In den fast 50 Jahren zwischen der ersten Sichtung durch Sprent und der Erstbesteigung versuchten viele kühne Abenteurer, ihn zu besteigen. Die dichten, horizontalen Riegel von  Buschwerk und der für die Gegend typische kühl-gemäßigte Regenprimärwald erwiesen sich als entscheidendes Hindernis. Dazu kam das oft raue Wetter der Roaring Forties. Es ist ein Beweis für die Wildheit des tasmanischen Südwestens, dass es fast 50 Jahre dauerte, sein Herz und Juwel zu erreichen.
Nach etlichen erfolglosen Versuchen verschiedener Gruppen Ende der 1940er-Jahre erreichte eine Partie der Geelong College Exploration Society unter der Führung von John Béchervaise am 27. Januar 1949 den Gipfel.
Der ausgesetzte und technisch schwierige Normalweg, der normalerweise ohne die Zuhilfenahme von Seilen begangen wird, forderte bereits eine Reihe von Menschenleben, zuletzt am 8. April 2007, als ein Wanderer im Gipfelabstieg tödlich abstürzte. Er war auf der Stelle tot.

## Klima
Im Gipfelbereich des Berges herrschen hochalpine Verhältnisse, bei denen die wesentliche Wettererscheinung der Wind ist. Im Spätherbst, Winter und Vorfrühling ist der Federation Peak tief verschneit. Auch im Sommer kommt es häufig zu starken Schneefällen, wenn auch der Schnee selten liegen bleibt.

## Klettersteige

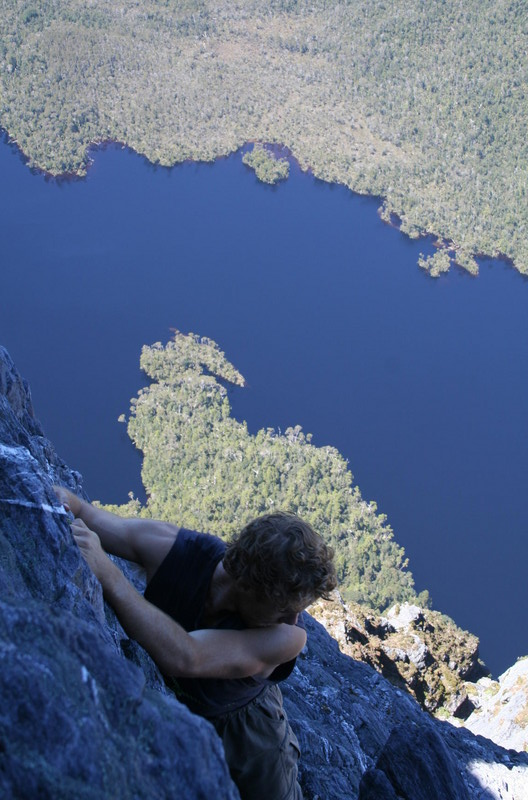
Die Direttissima zum Federation Peak. Der Lake Geeves liegt im Hintergrund.

Es gibt eine Reihe schwieriger Kletterrouten zum Gipfel, darunter vor allen Dingen die Blade Ridge (Grad 18), eine scharfe Messerkante, die sich aus dem Regenwald am Fuße des Berges aufschwingt. Die Kante geht einige hundert Meter unterhalb des Gipfels in die Hauptflanke des Berges über. Der Weg führt dann vom Ende der Kante eine ausgesetzte aber gut versicherte Felswand ca. 600 m über dem Talboden hoch.
Die meisten Wanderer mit keiner oder wenig Klettererfahrung wählen den ausgesetzten Normalweg von der südlichen Traverse des Berges oberhalb des Absturzes von 600 Meter über dem Lake Geeves.
Der Berg ist von Geeveston entweder über den Farmhouse Creek und die Moss Ridge oder vom Scotts Peak über die östliche Arthur Range zu erreichen. Die erstgenannte ist die kürzere Route und nimmt normalerweise drei Tage in Anspruch. Die Route über den Scotts Peak Dam und die Arthur Range bis zum Farmhouse Creek dauert sieben Tage, wobei bei schlechtem Wetter auch bis zu 10 Tage daraus werden können.

## Fotos

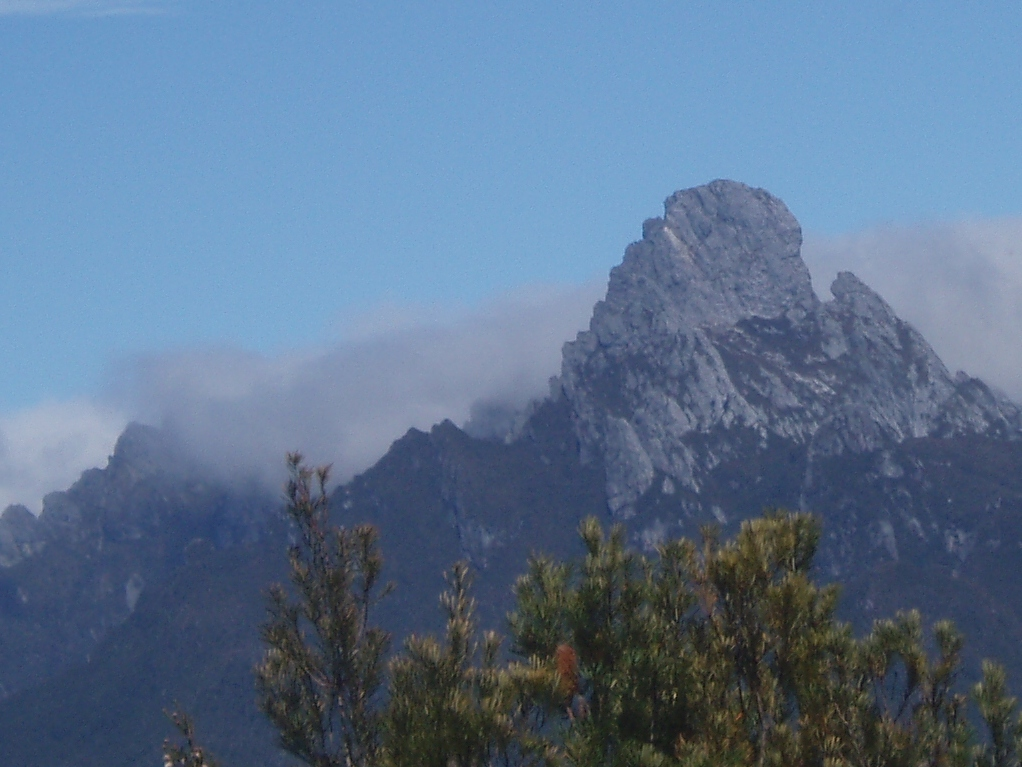
Federation Peak aus der Ferne vom Farmhouse Creek aus
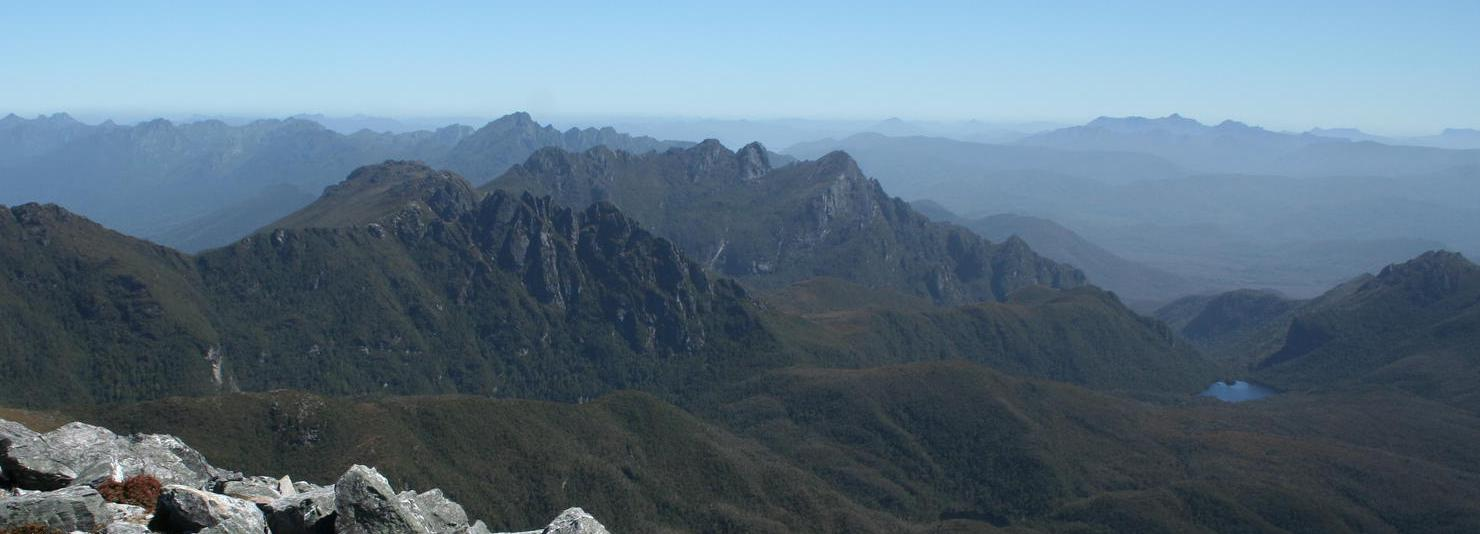
Westliche Arthur Range vom Gipfel des Federation Peak aus